# Moz (marketing software)
Moz é um empresa de software como serviço (SaaS), com sede em Seattle, que trabalha, principalmente, através do Inbound Marketing. Foi fundada por Rand Fishkin e Gillian Muessig em 2004 como uma empresa de consultoria e mudou para desenvolvimento de software SEO em 2008.
Moz oferece ferramentas de SEO, que inclui pesquisa de palavras-chave, link building, auditorias site, e a otimização do insights para ajudar as empresas a ter uma visão melhor da posição que eles têm sobre os mecanismos de pesquisa e como melhorar o seu ranking.

## História
Em 2004, Moz foi fundada por Rand Fishkin e Gillian Muessig como 'SEOmoz'. Em 2012, levantou US $ 18 milhões em financiamento do Foundry Group e da Ignition Partners.
Em junho de 2012, a SEOmoz adquiriu o Followerwonk, uma ferramenta para pesquisar, filtrar e gerenciar bios do Twitter com outras funções de gerenciamento do Twitter, como analytics. Os termos não foram divulgados, mas a SEOmoz disse que o valor da aquisição foi entre um e quatro milhões de dólares americanos. Em dezembro de 2012, SEOmoz adquiriu a GetListed por us $3 milhões. Em Maio de 2013, a empresa foi rebatizada como  "Moz" e relançou o site Moz.com. Durante o período de 2008 a 2011, a SEOmoz cresceu de US$1,5 milhão para US$11,4 milhões em receitas. Em janeiro de 2016, a Moz garantiu um investimento de US $ 10 milhões do Foundry Group.
Em janeiro de 2014, o Rand Fishkin deixou o cargo de CEO de Moz. A posição foi tomada por Sarah Bird, que já foi Presidente e COO da empresa.

## Negócios
A organização do modelo de negócio é em grande parte baseado em marketing de entrada. 85% da receita da Moz vem de assinaturas SaaS.